# Xysticus sphericus
Xysticus sphericus är en spindelart som först beskrevs av Charles Athanase Walckenaer 1837.  Xysticus sphericus ingår i släktet Xysticus och familjen krabbspindlar. Inga underarter finns listade i Catalogue of Life.